# Jurij Malyšev (veslař)
Jurij Alexandrovič Malyšev (rusky Юрий Александрович Малышев; * 1. února 1947, Chimki, Sovětský svaz) je bývalý sovětský veslař. Na Letních olympijských hrách 1972 v Mnichově získal zlatou medaili ve skifu.